# Мирјана Огњановић
Мирјана Огњановић (Београд, 1959) српска је књижевница и преводилац.

## Биографија
Мирјана Огњановић је рођена 1959. године у Београду. У Београду је завршила школу и Филолошки факултет, групу за Општу књижевност и теорију књижевности. У Италији је студирала класичну гитару. Скоро две деценије је била запослена као новинар у културној рубрици листа Политика пишући углавном о музици и књижевности. Након тога као прикладније место за писање одабрала је Политикин забавник.
Бавила се превођењем, те је на српски превела дела Алесандра Пиперна, Елене Феранте, Паола Сорентина, Томаза Ландолфија, Паола Мауренсига, Дина Буцатија, Итала Калвина, Клаудије Дурастанти, Алесандра Барика, као и италијанских песника савременика.
Године 2010. је објавила прву збирку приповедака Зачарани Веља и остале музичке приче.
Исте године је постала и лични приповедач сликара Славка Крунића. Када је први пут видела каталог слика Славка Крунића, учинило јој се да су јој ти портрети врло познати, те је почела да их тумачи, не водећи рачуна о тачности тих објашњења. За њега посебно измишља приче, а заузврат, он слика по њеним текстовима. Тако је и он, неочекивано, постао илустратор Забавника. Као резултат њихове сарадње настале су збирке прича Несаница за двоје (2013) и Маузолеј (2013).
Известан број прича Мирјане Огњановић, с илустрацијама Александра Палавестре, је објављивано у Политикином Забавнику.
У међувремену је напустила Забавник и потпуно се посветила писању и превођењу.
Године 2016. објавила је књигу бајки Сирена која се смеши - Пет бајки о Венецијанском гету, која је настала из ауторкине жеље да посвети књигу догађају из историје. Тада се навршило пет стотина година од када је под необичним околностима основан први светски гето, Венецијански. Илустрације за књигу је радио Александар Палавестра.
Године 2020. објавила је заједно са Давидом Албахаријем збирку приповедака Лажне бајке. Илустрације је за књигу урадио Славко Крунић.
Непосредно пред београдски Сајам књига 2022. објавила је илустровану збирку прича Управа неукаљаних части, заједнички рад са Славком Крунићем.
Збирку прича "Сирена која се смеје" на македонски језик превео је књижевник Владимир Јанковски а објавила издавачка кућа "АвантПрес" из Скопља (2021), док је исту збирку на енглески превела Шила Софреновић, а објавио "The Schechter Institute of Jewish Studies", Jerusalem, The Hadassah-Brandies Institute and Indiana University Press (2021).
Од 2014. године редовно пише колумну "Поуке из прошлости".
Мирјана Огњановић живи у Београду.

## Дела
- Зачарани Веља и остале музичке приче (2010)
- Несаница за двоје (2013)
- Маузолеј (2013)
- Сирена која се смеши - Пет бајки о Венецијанском гету (2016)
- Лажне бајке (2020)
- Управа неукаљаних части (2022)